# Niederländische Snooker-Meisterschaft
Die niederländische Snooker-Meisterschaft ist ein nationaler Wettbewerb zur Ermittlung des niederländischen Meisters der Billardvariante Snooker.

## Geschichte
Das vom niederländischen Verband Koninklijke Nederlandse Biljartbond ausgerichtete Turnier wird für Männer seit 1987 jährlich ausgetragen. Ein Turnier für Frauen kam ein Jahr später, für Junioren 1989. Doppel tragen seit 1991, Senioren seit 1994 Turniere aus. Darüber hinaus wird seit 2015 ein Meister in der Variante 6-Red ausgespielt.
Während an der ersten Meisterschaft 1987 nur 45 Spieler teilnahmen, wurde 1997 der Rekord von 900 Spielern in allen Klassen und 1998 der Rekord von 523 Spielern beim Männerturnier aufgestellt.
Rekordsieger bei den Männern ist Raymon Fabrie mit 6 Titeln bei 11 Finalteilnahmen. Rosanna Lo-A-Tjong hat mit 10 Siegen bei 12 Finals die meisten Titel bei den Frauen gewonnen. Der erfolgreichste Spieler in allen Kategorien ist Roy Stolk, der insgesamt 11 nationale Titel gewann (5-mal Männer, 4-mal Doppel, 1-mal Senioren und 1-mal 6-Red).
Das erste Century Break wurde 1993 von Wilfred Dijkstra gespielt, das mit 141 Punkten höchste Break aller Klassen erzielte Brian Beekers bei der nationalen Männermeisterschaft 2011.

## Titelträger
Bei Mehrfachgewinnern bei Frauen, Doppel und Senioren gibt die hochgestellte Zahl beim ersten Sieg die Gesamtzahl der Titelgewinne in dieser Klasse an.
| Jahr | Männer                               | Männer                               | Männer                               | Männer                               | Frauen                               | Junioren                             | Doppel                                   | Senioren                             | 6-Red                                |
| Jahr | Austragungsort                       | Sieger                               | Ergebnis                             | Gegner                               | Frauen                               | Junioren                             | Doppel                                   | Senioren                             | 6-Red                                |
| ---- | ------------------------------------ | ------------------------------------ | ------------------------------------ | ------------------------------------ | ------------------------------------ | ------------------------------------ | ---------------------------------------- | ------------------------------------ | ------------------------------------ |
| 1987 | Den Haag                             | René Dikstra                         | 5:0                                  | Wim Braam                            | nicht ausgetragen                    | nicht ausgetragen                    | nicht ausgetragen                        | nicht ausgetragen                    | nicht ausgetragen                    |
| 1988 | Alkmaar                              | René Dikstra                         | 7:2                                  | Wim Braam                            | Wilma Kant2                          | nicht ausgetragen                    | nicht ausgetragen                        | nicht ausgetragen                    | nicht ausgetragen                    |
| 1989 | Rotterdam                            | Wim Braam                            | 5:3                                  | Wilfred Dijkstra                     | Karin van der Made4                  | Raymon van Herpen                    | nicht ausgetragen                        | nicht ausgetragen                    | nicht ausgetragen                    |
| 1990 | Rotterdam                            | René Dikstra                         | 5:3                                  | Wilfred Dijkstra                     | Wilma Kant                           | Mario Wehrmann                       | nicht ausgetragen                        | nicht ausgetragen                    | nicht ausgetragen                    |
| 1991 | Eindhoven                            | René Dikstra                         | 5:1                                  | Pascal Houke                         | Linda Paauw                          | Ed Geels                             | René Dikstra4 Wilfred Dijkstra           | nicht ausgetragen                    | nicht ausgetragen                    |
| 1992 | Warmond                              | Mario Wehrmann                       | 5:2                                  | Raymon Fabrie                        | Karin van der Made                   | Reind Duut                           | Bo Speyer Fred Auad                      | nicht ausgetragen                    | nicht ausgetragen                    |
| 1993 | Amsterdam                            | Wilfred Dijkstra                     | 5:2                                  | Raymon Fabrie                        | Femke de Vries                       | Reind Duut                           | Remco van Dortmond Jan Willem Kweldam    | nicht ausgetragen                    | nicht ausgetragen                    |
| 1994 | Rotterdam                            | Raymon Fabrie                        | 5:1                                  | Wilfred Dijkstra                     | Esther Polderman2                    | Edwin Heinsmann                      | Raymon Fabrie2 Danny Breur               | Co Vrins                             | nicht ausgetragen                    |
| 1995 | Tilburg                              | Mario Wehrmann                       | 5:2                                  | Reind Duut                           | Manon Melief4                        | Edwin Heinsmann                      | Barry de Haas Pascal van Westerop        | Paul Doms                            | nicht ausgetragen                    |
| 1996 | Warmond                              | Raymon Fabrie                        | 5:4                                  | Reind Duut                           | Esther Polderman                     | Rolf de Jong                         | René Dikstra Charles Vos3                | Derek Caster2                        | nicht ausgetragen                    |
| 1997 | Warmond                              | Raymon Fabrie                        | 5:1                                  | Wilfred Dijkstra                     | Karin van der Made                   | Rolf de Jong                         | René Dikstra Charles Vos                 | Don Price3                           | nicht ausgetragen                    |
| 1998 | Warmond                              | Raymon Fabrie                        | 5:1                                  | Tom Horstman                         | Karin van der Made                   | Rolf de Jong                         | René Dikstra Charles Vos                 | Don Price                            | nicht ausgetragen                    |
| 1999 | Warmond                              | Roy Stolk                            | 5:3                                  | Johan Oenema                         | Saskia Smits4                        | Michael Varley                       | Simon Whittle Richard van Rijsingen      | Don Price                            | nicht ausgetragen                    |
| 2000 | Warmond                              | Johan Oenema                         | 5:4                                  | Raymon Fabrie                        | Manon Melief                         | Patrick van Schuylenborg             | Mario Wehrmann John Wehrmann             | Derek Caster                         | nicht ausgetragen                    |
| 2001 | Spijkenisse                          | Roy Stolk                            | 5:3                                  | Johan Oenema                         | Saskia Smits                         | Ronald Broer                         | Raymon Fabrie Remco Dijkstra             | Rien Baak                            | nicht ausgetragen                    |
| 2002 | Spijkenisse                          | Mario Wehrmann                       | 5:1                                  | Rolf de Jong                         | Rosanna Lo-A-Tjong10                 | Lennon Starkey                       | Roy Stolk4 Karan Chand                   | Willem Zuyderwijk                    | nicht ausgetragen                    |
| 2003 | Spijkenisse                          | Raymon Fabrie                        | 5:1                                  | Gerrit bij de Leij                   | Rosanna Lo-A-Tjong                   | Kai Corvalan                         | René van Rijsbergen5 Lennon Starkey5     | Frank Hartog                         | nicht ausgetragen                    |
| 2004 | Zaanstad                             | Stefan Mazrocis                      | 5:0                                  | Rolf de Jong                         | Rosanna Lo-A-Tjong                   | Mitchel de Kok                       | Niels Martens Raymond Bruil              | Steve Simms                          | nicht ausgetragen                    |
| 2005 | Ridderkerk                           | Stefan Mazrocis                      | 5:2                                  | Gerrit bij de Leij                   | Saskia Smits                         | Mitchel de Kok                       | Florian Moederscheim Rogier van der Kamp | Ruud de Wit                          | nicht ausgetragen                    |
| 2006 | Warmond                              | Rolf de Jong                         | 5:2                                  | Ton Berkhout                         | Rosanna Lo-A-Tjong                   | Ole van Ham                          | Lennon Starkey Ton Berkhout4             | Richard Tijssen                      | nicht ausgetragen                    |
| 2007 | Warmond                              | Stefan Mazrocis                      | 5:4                                  | Gerrit bij de Leij                   | Rosanna Lo-A-Tjong                   | Arya Sohrabi                         | Lennon Starkey Ton Berkhout              | Peter Bertens2                       | nicht ausgetragen                    |
| 2008 | Warmond                              | René van Rijsbergen                  | 5:2                                  | Joeri Reisig                         | Rosanna Lo-A-Tjong                   | Jarl Hinfelaar                       | Lennon Starkey Ton Berkhout              | René Dikstra2                        | nicht ausgetragen                    |
| 2009 | Warmond                              | Stefan Mazrocis                      | 5:3                                  | Gerrit bij de Leij                   | Saskia Smits                         | Jorick Blokx                         | Roy Stolk Sebastiaan Kan3                | Stefan Mazrocis                      | nicht ausgetragen                    |
| 2010 | ’s-Hertogenbosch                     | Roy Stolk                            | 5:2                                  | Johan Oenema                         | Rosanna Lo-A-Tjong                   | Bas Verviers                         | Coen Fool Maurice Le Duc3                | René Dikstra                         | nicht ausgetragen                    |
| 2011 | ’s-Hertogenbosch                     | Roy Stolk                            | 5:4                                  | Maurice le Duc                       | Rosanna Lo-A-Tjong                   | Jelle Kijlstra                       | Joris Maas2 Misja van Vonderen2          | Eddy de Boer                         | nicht ausgetragen                    |
| 2012 | ’s-Hertogenbosch                     | Gerrit bij de Leij                   | 5:1                                  | Roy Stolk                            | Rosanna Lo-A-Tjong                   | Bas Verviers                         | Joris Maas Misja van Vonderen            | Peter Bertens                        | nicht ausgetragen                    |
| 2013 | Warmond                              | René van Rijsbergen                  | 5:4                                  | Roy Stolk                            | Rosanna Lo-A-Tjong                   | Bas Verviers                         | Ton Berkhout Steven McGuinness           | Steven McGuinness                    | nicht ausgetragen                    |
| 2014 | Maassluis                            | René van Rijsbergen                  | 5:4                                  | Raymon Fabrie                        | Manon Melief                         | Tim De Ruyter                        | Reind Duut Lennon Starkey                | Richard van Leeuwen                  | (Kevin Van Hove) 1                   |
| 2015 | Maassluis                            | Richard van Leeuwen                  | 5:3                                  | René van Rijsbergen                  | Pascaline Chauvin                    | Tim De Ruyter                        | Roy Stolk Maurice Le Duc                 | Joris Maas2                          | Roy Stolk                            |
| 2016 | Warmond                              | René van Rijsbergen                  | 5:3                                  | Joris Maas                           | Micha Beuriot2                       | Tim De Ruyter                        | René van Rijsbergen Tonnie Kok           | Mario Wehrmann                       | Mark Stuten                          |
| 2017 | Maassluis                            | Raymon Fabrie                        | 5:3                                  | René van Rijsbergen                  | Micha Beuriot                        | Kevin Oei                            | René van Rijsbergen Ameer Baksh3         | Maurice Le Duc                       | Sebastiaan Kan                       |
| 2018 | Zaanstad                             | Roy Stolk                            | 5:4                                  | Joris Maas                           | Manon Melief                         | Jasha Kiers                          | René van Rijsbergen Ameer Baksh          | Joris Maas                           | Sebastiaan Kan                       |
| 2019 | Zaanstad                             | Joris Maas                           | 5:4                                  | Arya Sohrabi                         | Janice van Gastel                    | Kevin Oei                            | Maurice Le Duc Roy Stolk                 | Roy Stolk                            | Sebastiaan Kan                       |
| 2020 | keine Austragung (COVID-19-Pandemie) | keine Austragung (COVID-19-Pandemie) | keine Austragung (COVID-19-Pandemie) | keine Austragung (COVID-19-Pandemie) | keine Austragung (COVID-19-Pandemie) | keine Austragung (COVID-19-Pandemie) | keine Austragung (COVID-19-Pandemie)     | keine Austragung (COVID-19-Pandemie) | keine Austragung (COVID-19-Pandemie) |
| 2021 | Zaandam                              | René van Rijsbergen                  | 5:2                                  | Raymon Fabrie                        | nicht ausgetragen                    | nicht ausgetragen                    | nicht ausgetragen                        | nicht ausgetragen                    | nicht ausgetragen                    |
| 2022 | Zaandam                              | Mario Wehrmann                       | 5:1                                  | Jack Bruins                          | nicht ausgetragen                    | nicht ausgetragen                    | Sebastiaan Kan Mark Stuten               | nicht ausgetragen                    | nicht ausgetragen                    |
| 2023 | Zaandam                              | Leon Alewijnse                       | 5:4                                  | Jasha Kiers                          | Hannah Graaf2                        | nicht ausgetragen                    | Mischa Marchi Shahzeb Kamal2             | Steven McGuinness                    | Sebastiaan Kan                       |
| 2024 | nicht ausgetragen                    | nicht ausgetragen                    | nicht ausgetragen                    | nicht ausgetragen                    | Hannah Graaf                         | nicht ausgetragen                    | Ameer Baksh René van Rijsbergen          | Ton Berkhout                         | Shahzeb Kamal                        |
| 2025 | Zaandam                              | Sebastiaan Kan                       | 6:2                                  | Joris Maas                           | noch nicht ausgetragen               | Benjamin Lamberts                    | Sebastiaan Kan Shahzeb Kamal             | Dean Mitchell                        | Ameer Baksh                          |

Außerdem wurde von 2016 bis 2019 eine Meisterschaft der Kadetten, also der 16- bis 18-Jährigen, ausgetragen. Die Titelträger in dieser Altersgruppe sind Kendrew Oei (2016, 2017), Hugo van Houten (2018) und Yannick Pongers (2019).

### Rangliste der Männer
| Platz | Spieler             | Gold | Silber | Finalteilnahmen |
| ----- | ------------------- | ---- | ------ | --------------- |
| 1     | Raymon Fabrie       | 6    | 5      | 11              |
| 2     | Roy Stolk           | 5    | 2      | 7               |
| 2     | René van Rijsbergen | 5    | 2      | 7               |
| 4     | René Dikstra        | 4    | 0      | 4               |
| 4     | Stefan Mazrocis     | 4    | 0      | 4               |
| 4     | Mario Wehrmann      | 4    | 0      | 4               |
| 7     | Gerrit bij de Leij  | 1    | 4      | 5               |
| 7     | Wilfred Dijkstra    | 1    | 4      | 5               |
| 9     | Joris Maas          | 1    | 3      | 4               |
| 9     | Johan Oenema        | 1    | 3      | 4               |
| 11    | Wim Braam           | 1    | 2      | 3               |
| 11    | Rolf de Jong        | 1    | 2      | 3               |
| 13    | Leon Alewijnse      | 1    | 0      | 1               |
| 13    | Sebastiaan Kan      | 1    | 0      | 1               |
| 13    | Richard van Leeuwen | 1    | 0      | 1               |
| 16    | Reind Duut          | 0    | 2      | 2               |
| 17    | Ton Berkhout        | 0    | 1      | 1               |
| 17    | Jack Bruins         | 0    | 1      | 1               |
| 17    | Maurice le Duc      | 0    | 1      | 1               |
| 17    | Tom Horstman        | 0    | 1      | 1               |
| 17    | Pascal Houke        | 0    | 1      | 1               |
| 17    | Jasha Kiers         | 0    | 1      | 1               |
| 17    | Joeri Reisig        | 0    | 1      | 1               |
| 17    | Arya Sohrabi        | 0    | 1      | 1               |